# Główny Instytut Dokumentacji Naukowo-Technicznej
Główny Instytut Dokumentacji Naukowo-Technicznej – jednostka organizacyjna Rządu istniejąca w latach 1950–1976, mająca na celu prowadzenia prac naukowo-badawczych w zakresie metodologii dokumentacji naukowo-technicznej oraz gromadzenia wszelkich dokumentów związanych z postępem naukowo-technicznym.  

## Powołanie Instytutu
Na podstawie zarządzenie Przewodniczącego Państwowej Komisji Planowania Gospodarczego z 1950 r. w sprawie utworzenia Głównego Instytutu Dokumentacji Naukowo-Technicznej powołano Instytut. Powołanie Instytutu pozostawało w związku z dekretem z 1948 r. o tworzeniu głównych instytutów naukowo-badawczych przemysłu.
Zwierzchni nadzór nad Instytutem sprawował Przewodniczący Państwowej Komisji Planowania Gospodarczego.

## Zadania Instytutu
Zadaniem instytutu było:
- prowadzenie prac naukowo-badawczych mających na celu rozwój produkcji przemysłowej w dziedzinie w dziedzinie metodologii dokumentacji naukowo-technicznej dla wprowadzenia jednolitych i racjonalnych metod pracy w ośrodkach dokumentacji naukowej,
- gromadzenie, rejestrowanie, porządkowanie i rozpowszechnianie dokumentacji naukowej w dziedzinie techniki i zagadnień gospodarczych związanych z techniką,
- koordynacja działalności ośrodków dokumentacji naukowej, jak bibliotek oraz instytutów naukowo-badawczych, biur projektowych, urzędów, instytucji i przedsiębiorstw uspołecznionych w zakresie gromadzenia i wykorzystania dokumentacji nauko-technicznej drukowanej, rysowanej, fotografowanej, filmowanej, udźwiękowionej,
- rozpowszechnianie wśród zainteresowanych urzędów, instytucji i przedsiębiorstw uspołecznionych, wyższych uczelni technicznych i  instytutów naukowo-badawczych dokumentacji naukowo-technicznej, tłumaczeń, streszczeń, rysunków, prac naukowych, filmów, płyt, taśm dźwiękowych,
- opracowywanie własnych wydawnictw w zakresie dokumentacji wiedzy technicznej lub wspólnie z innymi urzędami, instytucjami i przedsiębiorstwami uspołecznionymi,
- udzielanie informacji i udostępniania dokumentacji naukowo-technicznej klubom racjonalizatorów i wynalazców,
- opracowywania i usprawniania urządzeń i materiałów do prac dokumentacyjnych oraz współpraca z przemysłem w zakresie ich produkcji,
- przygotowanie kadr do prac dokumentacyjnych,
- łączność i współpraca z odpowiednimi instytucjami zagranicznymi.

## Zadanie Instytutu z 1952 r.
Na podstawie zarządzenie Przewodniczącego Państwowej Komisji Planowania Gospodarczego z 1952 r. w sprawie nadania statutu Centralnemu Instytutowi Dokumentacji Naukowo-Technicznej nadano statut oraz zmieniono nazwę zamiast „Główny Instytut” przyjęto „Centralny Instytut”.
Zadaniem Instytutu było prowadzenie prac naukowo-badawczych w zakresie metodologii dokumentacji naukowo-technicznej oraz gromadzenie, rejestrowanie, porządkowanie i rozpowszechnianie dokumentacji naukowo-technicznej w celu przyśpieszenia postępu technicznego drogą informowania polskiego przemysłu i polskiej nauki o osiągnięciach w skali światowej we wszystkich dziedzinach techniki i zagadnień gospodarczych z techniką związanych.

## Kierowanie Instytutem
Na czele Instytutu stał dyrektor, który kierował samodzielnie działalnością Instytutu i był za nią odpowiedzialny.
Przy instytucie działała Rada Naukowa.

## Przekształcenie Instytutu
Na podstawie uchwały Rady Ministrów z 1976 r. w sprawie utraty mocy obowiązującej niektórych aktów prawnych ogłoszonych w Monitorze Polskim zniesiono Główny Instytut Dokumentacji Naukowo-Technicznej i powołano Centralny Instytut Informacji Naukowo-Technicznej i Ekonomicznej.